# La Recueja
La Recueja är en ort i Spanien.   Den ligger i provinsen Provincia de Albacete och regionen Kastilien-La Mancha, i den centrala delen av landet, 230 km sydost om huvudstaden Madrid. La Recueja ligger 551 meter över havet och antalet invånare är 323.
Terrängen runt La Recueja är huvudsakligen platt, men österut är den kuperad. La Recueja ligger nere i en dal. Runt La Recueja är det glesbefolkat, med 9 invånare per kvadratkilometer. Närmaste större samhälle är Casas Ibáñez, 11,2 km norr om La Recueja. Trakten runt La Recueja består till största delen av jordbruksmark.